# HappyCash
HappyCash（ハッピーキャッシュ、有錢卡、ゆうせんカード）は台湾の遠東グループグループの遠鑫電子票證公司が発行するICカード型前払い式電子マネーで、台湾鉄路管理局、台北MRT、高雄MRTの鉄道路線、台北市、新北市、桃園市、新竹地区、高雄市、嘉義市等の路線バスで利用できる非接触型IC乗車カード機能も併せ持っている。2022年10月末を以って台湾のICカード市場からの撤退が決まった。

## 概要
台湾で遠東SOGO、zh:遠東百貨、遠伝電信、遠東商銀、zh:鼎鼎聯合行銷を展開する遠東グループの各社が2014年6月に設立した遠鑫電子票證公司により展開している流通系電子マネーで、近年はバスを皮切りに鉄道でのIC乗車券エリアを拡大している。
台湾で流通する4大電子マネーだが、流通枚数は最後発のため100万枚以下で、1000万枚以上の他社とは大きく開きがあり、2022年3月時点でも発行数約179万枚（市場シェア1.2%）、残高も市場シェア0.07%と存在感を拡大できないまま撤退することになった。
センサーはRFID技術（NXPセミコンダクターズ社によるMifare技術）を使用しており、高雄MRT、一部市内バス路線等で利用できる。ポイントサービスとして利用額に応じたHAPPY GOポイントが付与される。

## 種類
| 種類                     | 記名         | 初回販売価格   | センサー方式 | 備考                                                                       |
| ------------------------ | ------------ | -------------- | ------------ | -------------------------------------------------------------------------- |
| HappyCash                | 記名式申請可 | NT$100（空卡） | 非接触式     |                                                                            |
| HappyCash+HAPPY GO聯名卡 | 記名式申請可 | NT$100（空卡） | 非接触式     | zh:鼎鼎聯合行銷との共同展開で、ポイントサービスのzh:HAPPY GOを積立できる。 |
| Happycash2.0             | 記名式申請可 | NT$100（空卡） | 非接触式     | IC乗車カード機能が付与された最新式                                         |

## 購入方法
以下の場所で購入することができる。インターネットや遠鑫電子票證の営業所でも購入が可能。
- 高雄捷運の一部駅
- 台北捷運の駅
- 桃園捷運各駅
- ファミリーマート（全家便利商店）
- ハイ・ライフ
- 遠東SOGOなど遠東グループ小売店

指定金融機関との共同で記名式、オートチャージ機能つきの有錢聯名卡も発行している。

## チャージ方法
- 高雄捷運・台北捷運各駅（1元～）
- 桃園捷運各駅（100元～）
- 台湾鉄路管理局各駅（100元～）
- ファミリーマート(全家便利商店)（1元～）
- ハイ・ライフ（1元～）
- OK便利商店（1元～）
- 台湾中油
- 下記の遠東グループ各店舗

## 交通機関での利用

### 鉄道
- 高雄MRT 紅線・橘線（2016年7月1日より[3]） - 15%割引、市公車との乗継割引あり→廃止[4]。2022年7月末限りで撤退[5]。
- 高雄捷運LRT（2017年11月1日より） - 25元の優待運賃（2018年2月28日まで無料）。2021年9月15日限りで撤退[6]。
- 台湾鉄路管理局 全線（2016年8月31日より[7][8]。2021年末限りで撤退[9]。）

台鉄の同区間は太魯閣号・普悠瑪号や観光列車、団体列車等の一部台鉄が指定する列車を除いて、特急に相当する自強号に乗車する場合、70kmまでの乗車であれば区間車（通勤電車）の1割引の運賃で立席乗車が可能となる(71km以上の場合は超過分に対して自強号の運賃を適用)。莒光号、区間車の場合は距離に関係なく区間車（通勤電車）運賃の1割引となる。
但し、誤って乗車した場合は下車駅で正規運賃を現金で支払わなければならない。太魯閣号、普悠瑪号の場合は罰金も科される。
基本的に自強号、莒光号、そして区間車と同じ料率の復興号も全車座席指定席列車のため、IC乗車の場合は空席があれば着席可能だが、あくまで自願無座（立席）扱いであるため座位票（座席指定券）所持者が優先となる。
- 台北捷運（2016年12月1日より。2022年6月30日撤退[10]。）
  - 一律20%割引は2020年1月末で廃止、月間利用総額に応じたキャッシュバック制に移行[11]。
- 桃園捷運（2017年2月16日からの無料試乗期間より[12]。2022年2月15日限りで撤退[13]。）

### バス
- 科技之星交通（中国語版）（2022年2月末限りで撤退[14]）
- 亜通客運（中国語版）（2022年4月末限りで撤退[15]
- 首都客運（中国語版）の国道客運のうち台北 - 宜蘭線1570/1571/1572路（2017年3月15日より[16]）
- 桃園市市区公車（中国語版）
  - 捷順交通（中国語版）など（2022年3月末限りで撤退[17]）
- 台北聯営公車・新北市公車（中国語版）（2016年12月1日より。2022年6月末で撤退[18]）
- 高雄市公車（統聯、漢程、港都、義大、高雄客運の5事業者の路線のみ2017年1月1日より、同年3月1日に全事業者[19]、同年4月15日よりIC割引適用[3]。）2022年7月末限りで撤退[20]。
- 嘉義市公車
- 連江県市区公車（中国語版）（2017年1月1日より[21]。2021年末限りで撤退[22]。）
- 基隆市公車（中国語版）
- 金牌客運（中国語版）（2022年3月末限りで撤退[17]
- 豪泰客運（中国語版）（2022年2月末限りで撤退[14]）
- 宜蘭県市区公車（中国語版）（首都客運112/241/281路、台湾好行冬山河線、大都会客運121路。2021年末限りで撤退[22]）

### フェリー
- 高雄市輪船[23]。2022年7月末限りで撤退[20]。

### 公共レンタサイクル
- CityBike（中国語版）（2018年8月15日より[24]。2021年6月末限りで撤退[25]。）

## 電子マネーでの利用
- ファミリーマート(全家便利商店)
- ハイ・ライフ
- OK便利商店
- 台湾中油（2020年11月末限りで撤退[26]。）

遠東グループ
- 遠東SOGO
- 遠東百貨（中国語版）
- Big City遠東巨城購物中心（中国語版）
- 遠企購物中心（中国語版）
- 愛買（中国語版）
- C!ty'super
- 大食代（中国語版）
- 遠伝電信
- 亜東医院（中国語版）
- シャングリ・ラ・ファー・イースタンホテル（台北、台南）